# Pädagogik der Aufklärung
Die Pädagogik der Aufklärung wurde an der Wende zum 19. Jahrhundert von Philosophen wie Immanuel Kant und Georg Wilhelm Friedrich Hegel begründet. In ihrem Mittelpunkt stand die Idee, dass der Mensch in „Wildheit“ geboren sei und durch Erziehung zu einem Wesen der Vernunft herangezogen werden müsse. Dem stand die Auffassung anderer Aufklärer entgegen, wonach der Mensch von Natur aus vernunftbegabt und einsichtig sei. Diese Lehre verweist bereits auf die Pädagogen der Romantik.

## Vorläufer und frühe Aufklärung
Zwar hatten bereits seit dem 17. Jahrhundert Pädagogen aus religiöser Überzeugung eine Reform der engstirnigen Erziehung gefordert, so etwa Johann Amos Comenius, der forderte, dass alle alles wissen sollten, um Gottes Schöpfung zu loben, oder August Hermann Francke, in dessen Schriften sich bereits Ansätze eines modernen Bildes vom Kind finden. Bis zur Aufklärung blieb Erziehung jedoch christliche Erziehung und wurde vom Paradigma regiert, dass Gott es sei, der den Menschen zum Menschen mache. Dabei wurde vor allem auf die frühe Vermittlung einer festen Moral, für die unteren Stände aber auch auf die Arbeitserziehung Wert gelegt.
Mit John Locke setzt eine Phase des pädagogischen Optimismus ein. Ihm zufolge ist der kindliche Geist eine Tabula rasa; er könne ebenso leicht wie Wasser in verschiedene Richtungen gelenkt werden. Die Erziehung sei also die Hauptursache für die großen Unterschiede zwischen den Menschen.
Mit der Annahme, dass nicht alles göttlich vorbestimmt ist, wird die Pädagogik Mitte des 18. Jahrhunderts mit einer neuen Bedeutung aufgeladen: Nicht mehr nur die individuelle Tugend oder Berufstüchtigkeit steht auf dem Spiel, sondern die menschliche Zukunft als Vernunftwesen. Aufklärung bedeute, dem Menschen zuzutrauen, dass er sich als Produkt der eigenen Bildungspraxis begreife.
Die Idee, dass der Mensch im Zustand der „Wildheit“ geboren werde und erst durch Erziehung zum Menschen – zu einem Geschöpf der Vernunft – gemacht werden könne, gewann im Bürgertum immer mehr Befürworter und wurde zum Element einer radikalen Selbstbemündigung des bürgerlichen Menschen. Pädagogische Reformwerke überschwemmten den Markt. Erziehung erfolgte immer weniger urwüchsig, sondern als bewusste und zielgerichtete Formung des Menschen. Sie war – dem Geist der Aufklärung entsprechend – darauf ausgerichtet, den Menschen der Natur zu entreißen, ihn von schicksalhaftem Verhängnis zu emanzipieren und zum Menschen zu machen, damit er die Welt aus eigener Kraft zu gestalten vermöge. Kant schrieb 1803 in seiner Pädagogik-Vorlesung: „Der Mensch kann nur Mensch werden durch Erziehung. Er ist nichts, als was die Erziehung aus ihm macht.“

## Prinzipien der Aufklärungspädagogik
Die Aufklärer gingen davon aus, dass Vernunft nicht direkt durch Erziehung, sondern nur durch Bildung erworben werden könne. Erstere ist vom Lehrer geleitet, letztere vom Schüler selbst. Um den Menschen bilden zu können, muss nach Auffassung der Aufklärung seine Natur aber diszipliniert, unter Kontrolle gebracht werden. Damit das Kind bildbar wird, müsse ihm zunächst seine „Wildheit“ und „Rohigkeit“ ausgetrieben werden. Noch für Heinz-Joachim Heydorn (1916–1974) war Mündigkeit „Befreiung des Menschen durch den Sieg über die Natur“. Motiviert war die Frontstellung der Aufklärung gegen die Natur aus dem Eindruck, dass sie der Entwicklung des Menschen unerträgliche Fesseln und schicksalhaftes Verhängnis auferlege, etwa dort, wo der Geburtsstand über Lebenschancen entscheidet. So zielt die aufklärerische Pädagogik folgerichtig auf Naturbeherrschung. „Ein Hauptmoment der Erziehung ist die Zucht, welche den Sinn hat, den Eigenwillen des Kindes zu brechen, damit das bloß Sinnliche und Natürliche ausgereutet werde. Hier muss man nicht meinen, bloß mit Güte auszukommen; denn gerade der unmittelbare Wille handelt nach unmittelbaren Einfällen und Gelüsten, nicht nach Gründen und Vorstellungen“, schrieb Hegel 1820 in seinen Grundlinien der Philosophie des Rechts.

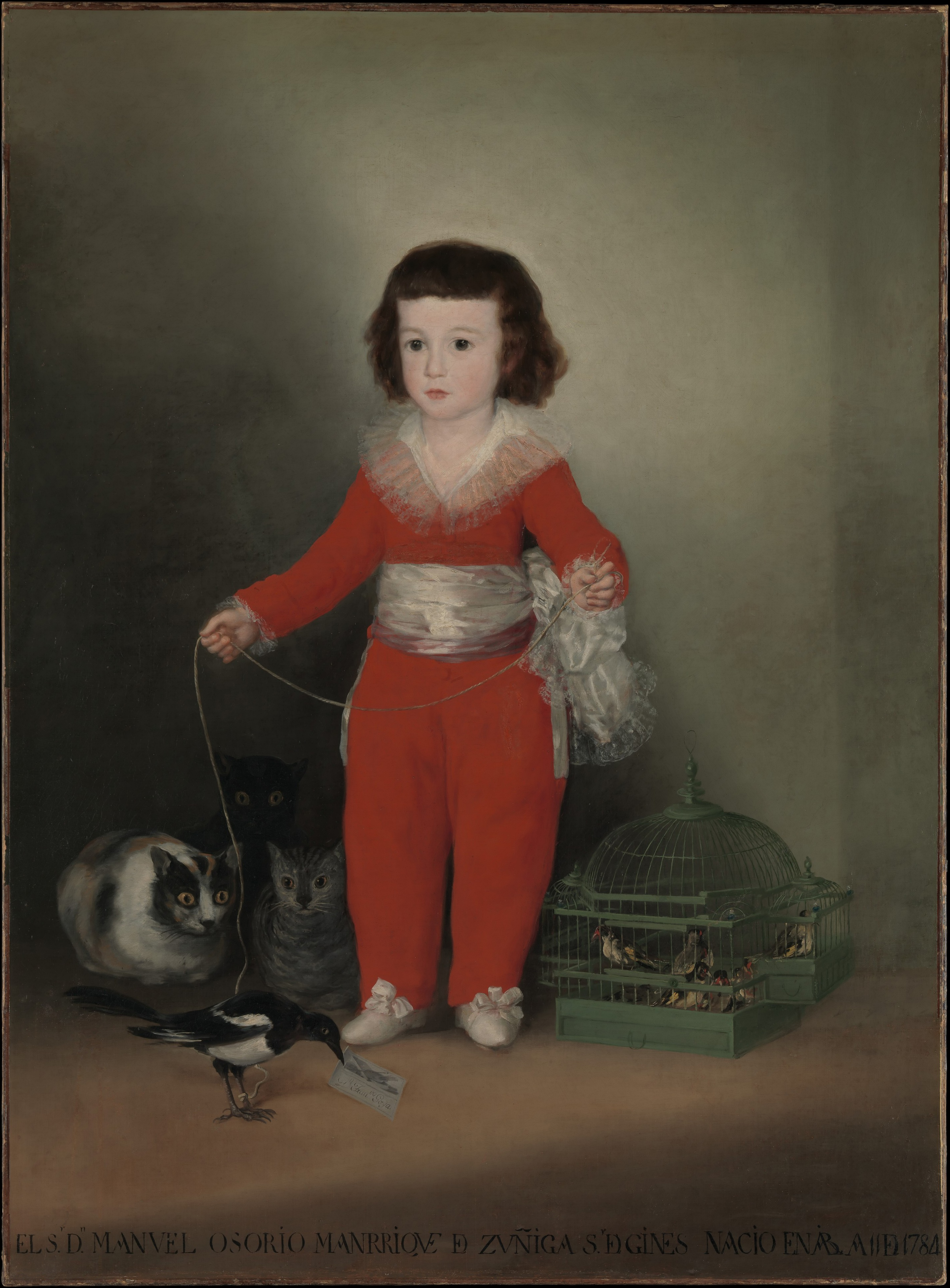
Porträt des Sohnes des Grafen und der Gräfin Altamira von Francisco de Goya (1787/88). Das Bild zeigt, dass die Ideen aus Rousseaus Èmile auch in der spanischen Oberschicht angekommen waren: lockere Kleidung, freies Spiel, Umgang mit Haustieren.

Vor allem Jean-Jacques Rousseau legte in seinem Werk Émile oder Über die Erziehung (1762) Gedanken über eine natürliche, nicht nur vernunftorientierte Erziehung dar. Er machte auf die Kosten des Zivilisationsprozesses, wie ihn die Aufklärung feierte, aufmerksam und sah in der Kultur einen Verfallsprozess dessen, was der Mensch aus der Hand des Schöpfers erhalten habe. Kultur und soziale Verpflichtungen hätten den Menschen verdorben: Man dürfe nicht zu früh mit Moralvorstellungen an das Kind herantreten; es müsse aus seinen eigenen Erfahrungen lernen. Das Buch galt als anrüchig und wurde in Paris vom Henker verbrannt; Rousseau ging ins Exil. Goethe nannte es hingegen ein „Naturevangelium der Erziehung“. Johann Heinrich Pestalozzi versuchte, die Rezepte Rousseaus auf seinen Sohn Jakob anzuwenden und scheiterte vollständig damit. Er gilt als Vorläufer der Reformpädagogik.
Gotthold Ephraim Lessing zeigt in seiner 1780 erschienenen religionsphilosophischen Schrift Die Erziehung des Menschengeschlechts drei Stufen geistiger Weiterentwicklung und Versittlichung des Menschen auf. Während das Alte Testament das Volk durch „sinnliche Strafen und Belohnungen“ zum Guten führen wolle, verheißt Christus als der bessere Prädagoge ihm das Gute: „Ein besserer Pädagoge muss kommen und dem Kinde das erschöpfte Elementarbuch aus den Händen reißen. Christus kam.“ In einer dritten Stufe tut der Mensch weder aus Angst noch in Aussicht auf Verheißung das Gute und lässt das Böse; er tut es dann kraft eigener Einsicht und Vernunft. Die Vernunft sei dem Menschen durchaus von Natur gegeben.

## Einzelne Elemente innerhalb der Erziehungsphilosophie der Aufklärung
In frühneuzeitlichen Vorstellungen zur Erziehung entsprachen körperliche und seelische Gewaltanwendung der herrschenden Meinung über die sogenannte „Kinderzucht“. Gegen übermäßige Gewaltanwendung und für den Verzicht auf seelische Einschüchterung sprach sich wegen etwaiger lebenslanger psychischer Schäden bereits 1715 der Gelehrte Johann Gottfried Gregorii alias Melissantes aus. Die im 18. und 19. Jahrhundert verbreiteten Vorstellungen von der „bösen Kindsnatur“ oder der notwendigen „Abrichtung“ zeugen von der Vorstellung, Menschen auf ähnliche Weise formen zu können, wie man es als Dressur von Tieren kannte.

„Diese ersten Jahre haben unter anderem auch den Vorteil, dass man da Gewalt und Zwang brauchen kann. Die Kinder vergessen mit den Jahren alles, was ihnen in der ersten Kindheit begegnet ist. Kann man da den Kindern den Willen nehmen, so erinnern sie sich hiernach niemals mehr, dass sie einen Willen gehabt haben.“

Gehorsam
Die Eltern, die bereits erlangt haben, was beim Kind durch Erziehung erst geschaffen werden soll (sie sind bereits zu Bürgern herangebildet), und gegenüber dem Kind damit „das Allgemeine und Wesentliche ausmachen,“ dürfen und müssen vom Kinde Gehorsam verlangen: „Der Gehorsam ist der Anfang aller Weisheit; denn durch denselben läßt der das Wahre, das Objektive noch nicht erkennende und zu seinem Zwecke machende, deshalb noch nicht wahrhaft selbständige und freie, vielmehr unfertige Wille den von außen an ihn kommenden vernünftigen Willen in sich gelten und macht diesen nach und nach zu dem seinigen“. Die Gehorsamsforderung zielte jedoch nicht, wie viele Autoren später unterstellt haben, darauf, beim jungen Menschen Obrigkeitsdenken und Untertanengeist zu etablieren. Zentrales Credo der aufklärerischen Philosophen war stets das Selber-Denken gewesen. Sie gingen jedoch davon aus, dass die freie Entfaltung der Vernunft Disziplin und eine Beugung „unter das Joch einer bestimmten Regel“ zur Voraussetzung habe. Die Beugung galt dem, was die Bildung des Menschen verhinderte: seiner un-vernünftigen Seite.
Motorik

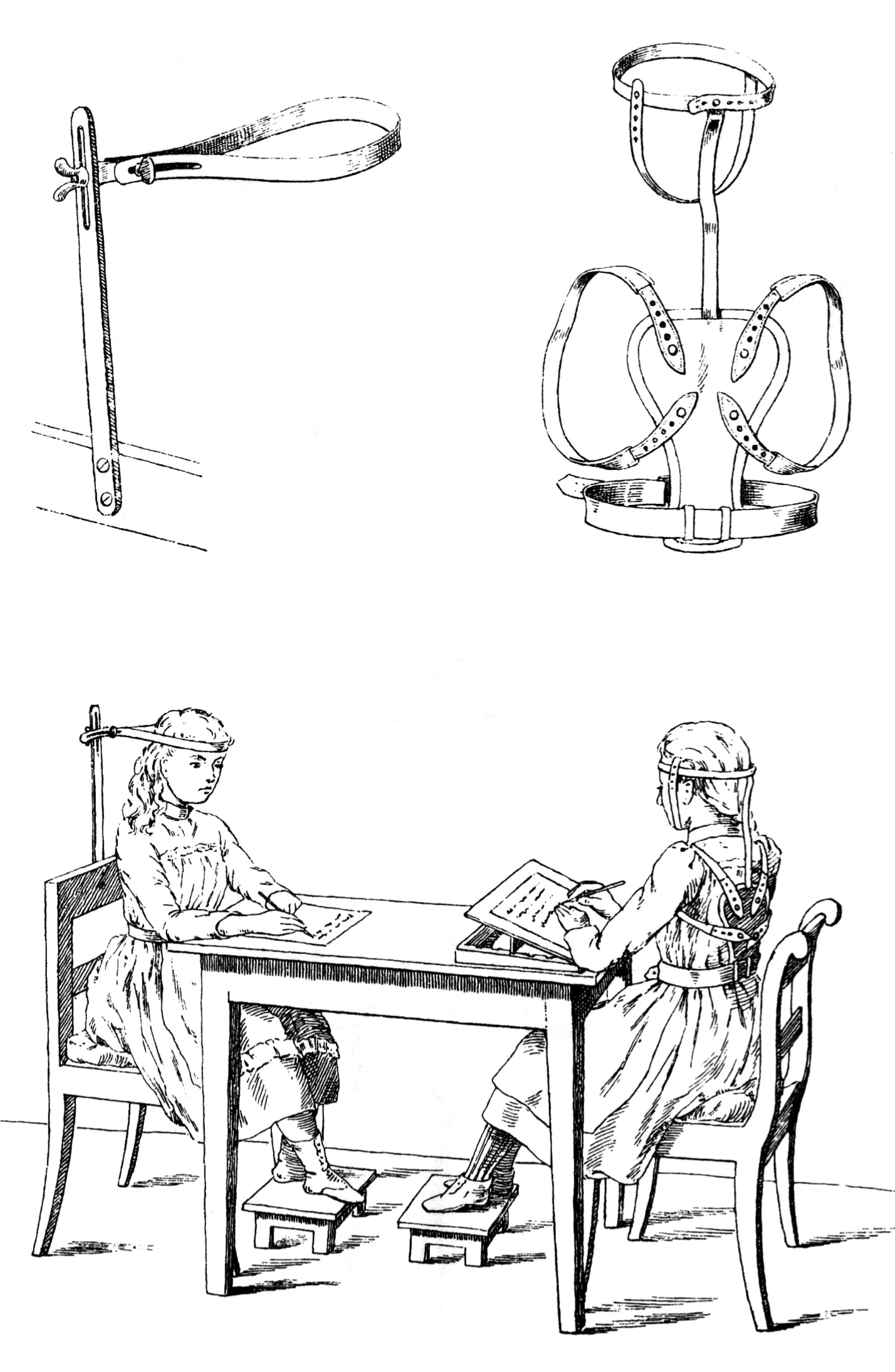
Geradhalter: ein orthopädisches Gerät für aufrechte Sitzhaltung (1858 von Moritz Schreber vorgeschlagen)

Breiten Raum nimmt in den Erziehungsanleitungen der aufklärerischen Pädagogik die Regulierung der kindlichen Motorik ein. Die Idee war, Kinder schnell zu einer aufrechten Körperhaltung zu erziehen, um sie rasch zu vernünftigen Erwachsenen zu machen. Kinder sollten unter anderem nicht laufen oder springen, sondern gemessen einherschreiten, gerade sitzen, ohne die Beine zu überschlagen, sich still halten und keine Fratzen schneiden. Vor allem der pietistische Einfluss führte zu einer Gängelband-Pädagogik.
Sexualerziehung
Johann Bernhard Basedow maß der geschlechtlichen Aufklärung und Unterweisung große Bedeutung zu. In seiner Philalethie (Altona 1764) und im Elementarwerk 1774 forderte er von Eltern und Erziehern, den brennenden Fragen der Kinder nicht auszuweichen, sondern sie wahrheits- und kindgemäß zu beantworten. In der Folge Rousseaus kritisierte er das Unnatürliche der Erziehung, propagierte aber auch eine Pädagogik der Abhärtung. Da die idealisierte Selbstkontrolle den Umgang mit dem eigenen Körper einschließt, wird in den Erziehungsanleitungen immer wieder vor der kindlichen Masturbation gewarnt. Obwohl die frühe bürgerliche Gesellschaft das Idealbild des asexuellen Kindes und Jugendlichen pflegte, geht Donata Elschenbroich davon aus, dass nicht die Sexualität an sich als Bedrohung gedeutet wurde, sondern „die Selbstgenügsamkeit im Spiel mit dem eigenen Körper, die das Bürgertum als unproduktiv ablehnen muss, die Hingabe an die Lust des Augenblicks, die im Widerspruch zur planvollen Langsicht steht, die das Bürgertum zur Verfolgung seiner Interessen entwickeln muss.“ Die erzieherischen Konsequenzen lassen kaum Rückschlüsse darauf zu, was eigentlich gemeint war. Von ärztlicher Seite wurden „Onanisten“ vor dem baldigen Tode gewarnt, zu dem diese „Krankheit“ unweigerlich führe, Priester wiesen auf die Sündhaftigkeit hin, Pädagogen entwickelten Hilfsmittel zur Bewahrung der Keuschheit.

## Ausklingen, Rezeption und Wirkung

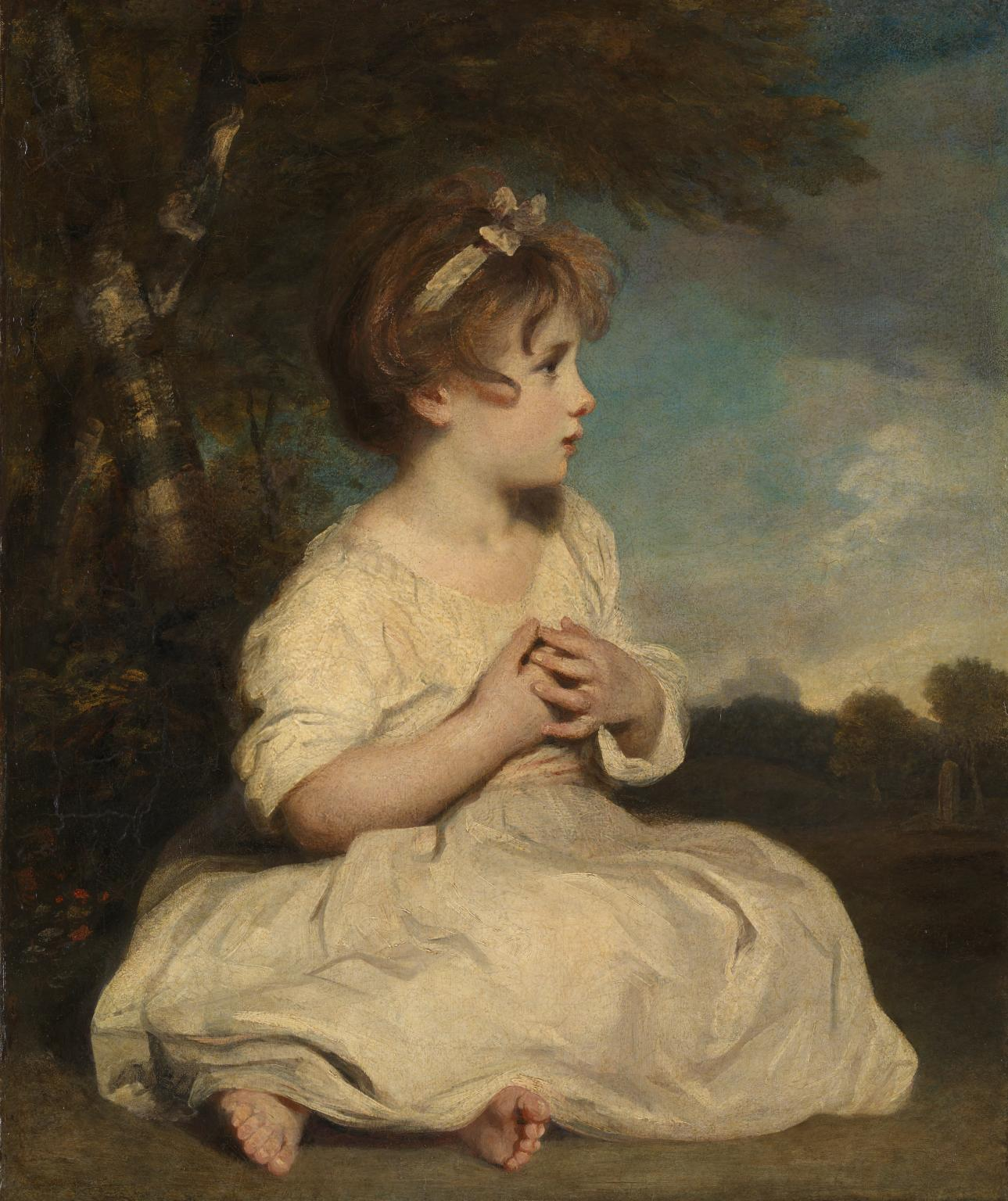
Joshua Reynolds: The age of innocence (um oder nach 1785)

Seit etwa 1800 entwickelten sich die pädagogischen Ideen der Romantik und des Philanthropismus, die sich deutlich von denen der Aufklärung abgrenzten. Nach Friedrich Fröbel sollte der Mensch zu seinem inneren Wesen und damit zu den Gesetzen der Natur hingezogen werden. Die Kindheit wurde damit als eigenständige wertvolle Entwicklungsstufe des Menschen entdeckt: Das Kind sei von Natur aus „unschuldig“, seine Entwicklung dürfe nicht zu früh durch pädagogische Eingriffe gelenkt werden. Auch die Reformpädagogik entstand im ausgehenden 19. Jahrhundert als direkte Antwort auf die Pädagogik der Aufklärung.
In den 1970er Jahren unternahmen Katharina Rutschky und Alice Miller den Versuch einer psychoanalytischen Deutung der Pädagogik der Aufklärung, die sie nunmehr als „Schwarze Pädagogik“ kritisierten.